# 水戸市立競技場
水戸市立競技場（みとしりつきょうぎじょう）は、茨城県水戸市にある陸上競技場兼球技場。施設は水戸市が所有し、公益財団法人水戸市スポーツ振興協会が指定管理者として運営管理を行っている。
水戸市に本社を置くケーズホールディングスが命名権を取得しており、2009年8月から「ケーズデンキスタジアム水戸」（ケーズデンキスタジアムみと、略称「Ksスタ」）の呼称を用いている（詳細は後述）。
略称として「水戸市陸」と呼ばれることが多いが、同競技場は陸上競技場ではあるものの施設名称は「水戸市立競技場」で、これまで「陸上競技場」を名乗ったことはない。

## 施設の概要
- 日本陸上競技連盟第2種公認
- トラック：400m×9レーン（全天候ポリウレタン舗装）ブルータータン仕様
- フィールド：天然芝(106m×69m)
- 収容人員：約12,000人
  - メインスタンド：7,000人
    - 来賓席：108人、記者席：120人、車いす席：28人　テーブル席有。

  - バックスタンド：3,000人
  - サイドスタンド：約2,000人（芝生席）
- 大型映像装置：アストロビジョン（画寸法6.5m×11.5m）ストップウォッチ機能有｡

併設されている駐車場はいずれも出入り口が一ヵ所しかないため水戸ホーリーホックの試合では退出時の渋滞が深刻化しており、特に最大の800台を収容する第1駐車場では2時間以上も出られないことがある。このためクラブでは公共交通機関や近隣の水戸市植物公園周辺の臨時駐車場の利用を強く推奨している。
なお、Jリーグ開催時の「収容可能人員」は10,152人となっている。

## 歴史
1987年に開場した本競技場は、当初収容人員約5,000人（観客席はメインスタンドのみ）しかなく、Jリーグが規定する収容人員（J1：15,000人以上、J2：10,000人以上）の半分にも満たなかった。またナイトゲームを開催するための夜間照明はおろか、得点掲示板・時計・放送席すらなく、Jリーグはもとより興行施設としての設備が全く足りていなかった。Jリーグのホームスタジアム規定に適合する施設が当時の水戸市内になかったため、水戸ホーリーホックは特例としてホームタウン外である那珂市の笠松運動公園陸上競技場と、ひたちなか市のひたちなか市総合運動公園陸上競技場（1999年から2001年まで暫定ホーム。笠松の改修完成後は準ホーム）をホームスタジアムとし、年間数試合を本競技場にて振替開催していた（2005年はホームゲームの開催なし）。
水戸市は水戸ホーリーホック創設時にクラブ側と激しく対立し、「競技場の建設・改修を含む一切の資金援助を求めない」とする覚書を提出させていた ため、Jリーグ昇格時も本競技場が改修されることはなかった。これにより水戸ホーリーホックは「地域密着」を理念とするJリーグクラブでありながらホームタウン内にホームスタジアムがないという特異な状況が長きにわたり続いた。

### 2009年の改修
しかし開場から20年が経過した2007年、設備の不備を陸連側からも指摘されたことや老朽化も目立っていたことから、水戸ホーリーホックのホームスタジアムとして使用することを前提に全面改修を決定。同年7月から2009年10月にかけバックスタンド席の座席化、メインスタンド屋根の大型化、大型映像装置・ナイター照明の新設、駐車場の拡大など、Jリーグの規定に適合する施設として改修工事を行なった。
2009年10月25日に竣工し、記念イベントとして11月3日に「高橋尚子・チームQランニングクリニック」「水戸招待陸上 兼 水戸市陸上競技選手権大会」が行われた。引き続いて水戸ホーリーホックのホームゲーム、11月8日ベガルタ仙台戦（0-4）、11月28日愛媛FC戦（1-0）、12月5日湘南ベルマーレ戦（2-3）が開催された。また、関東大学ラグビーリーグ戦が11月29日に流通経済大学vs拓殖大学と日本大学vs関東学院大学を、ジャパンラグビートップリーグが12月13日にNECグリーンロケッツvs三洋電機ワイルドナイツ（NEC主管）を開催。2010年2月13日には水戸ホーリーホックと鹿島アントラーズとの『Jリーグプレシーズンマッチ　いばらきサッカーフェスティバル2010 水戸市市制施行120周年記念・水戸市立競技場竣工記念試合 』が開催された。
2010年より正式に水戸ホーリーホックのホームスタジアムとなり、同年はホームゲーム18試合のうち17試合を開催。2011年以降は全てのホームゲームを本競技場で開催している。
駐車場を兼ねていたサブグラウンドは2011年より専用の補助競技場として整備された。

### J1規格への改修計画
現在の本競技場の収容人員は約12,000人であるが、うち2,000人分はJリーグ規定で収容人員に含まれない芝生席である。これは、J2基準の10,000人をかろうじてクリアしている状況であり、当然ながらJ1基準の15,000人を確保できていない。J1昇格にはJ1クラブライセンスを取得するために増席工事が必須であり、J1昇格が確実視された場合にJ1規格適合のスタンド増築などを視野に入れた改修工事予算の計上を水戸市議会から確約を取りつけていたが、後述の震災の影響による復旧・復興予算が優先され、拡張予算は一時棚上げとなった。これによりクラブは2009年まで本拠地としていた笠松運動公園陸上競技場への“一時的な復帰”をも視野に入れたJ1ライセンス獲得を目指すと発表した。
2011年3月11日に発生した東日本大震災により被災し、多数の箇所が損壊した（詳細は後述）。同年10月までに地上構造物は全て修理されたが、ピッチの排水機構は芝生の地下深くに排水管が広く敷設されている構造上、破損したまま修理できなかった。このためピッチは非常に水はけが悪く、多少の降雨でもたちまち至る所に水たまりができてしまいボールが全く転がらなくなってしまう。そのため雨天・降雨直後の試合ではパスをつなぐことができず、ロングボールを蹴りあう戦術に切り替えざるを得ない。また茨城県内の多くの競技場が震災で損壊したまま使用できない状況が続いたことから　本競技場の使用頻度が高くなり、結果的にピッチコンディションの悪化を招いた。これについては2014年シーズン終了後にピッチの全面改修を行い、改善が行われている。
2013年6月、水戸市議会は本競技場のJ1規格への改修工事を行なう方針を発表。同年9月には増席のほかトラックの補修工事を併せて行ない、2016年度に第1種公認陸上競技場として再整備する計画を明らかにした。これは、陸上用トラックが2016年度に日本陸上競技連盟競技場公認の更新時期を迎えるためで、当初は2018年度をめどに整備するとしていたものを2年繰り上げて行うものである（これについてホーリーホック側は「改修の完成に少なくとも3年かかるので、少しでも早い改修の実現を求めていきたい」としている）。
2014年1月に観客席改修基本計画策定業務委託の入札を行い、日総建が落札。しかし同年9月に敷地拡張が必要と判断され設計は中断、同年11月時点においても用地の取得交渉が続いており、観客席増設のための基本・実施設計策定作業を2015年度以降に延期した。一方で陸連公認に向けたインフィールドの施設改修は2016年度の日本陸連公認更新作業に向けて行い、2014年度はビックロール工法による芝張り替えのほか、暗渠排水工やポップアップスプリンクラーの設置を実施することになっており、工期の確保のため2015年シーズンは第12節までのホームゲーム5試合を笠松運動公園陸上競技場で開催することになっている。
その後もスタンドの増築工事については用地取得に向けた地権者側の権利関係の整理が進展せず、水戸市長の高橋靖は2017年3月13日に行われた水戸市議会での代表質問への答弁で、スタンドのJ1基準化工事の着工について、2019年に茨城県で行われる第74回国民体育大会（いきいき茨城ゆめ国体）で同競技場がラグビーの会場になることを踏まえ、国体以後に着手するとの考えを表明した。茨城新聞では国体以後に着工した場合、完成が2022年度になる見通しとの見解を示していた。
その後もスタンド増築用地の取得が進展しないことから、2019年8月26日の高橋水戸市長の定例記者会見で、現在のサイドスタンド（芝生席）を立ち見席に改修し、収容可能人員を充足させる方針に転換することを表明、同年9月の市議会に基本計画費として500万円の補正予算案を計上することとした。予算措置が行われれば、2020年以降に基本設計や実施設計をまとめ2024年度頃の供用開始を目指す方針としている が、2019年11月、水戸ホーリーホックが「民設・民営型」の球技専用スタジアムの建設計画が発表されたことを受け、高橋は「日本陸上競技連盟第1種公認へ向けての拡張をする方針は変えないが、整備時期については一度立ち止まって、推移を見守っていきたい」とする方針を固めた。
なお水戸ホーリーホックは2020年6月に行った、2021年度Jリーグクラブライセンス申請にあたっては、上記の専用新スタジアム建設を前提とした「例外規定2」 の適用を含めたJ1ライセンス申請を行っており、ライセンス承認、かつ当該年度のJ1昇格成績案件 を満たしてJ1昇格を決定した場合でも、引き続きケーズデンキスタジアムを使用できる予定だとしている。

## 命名権

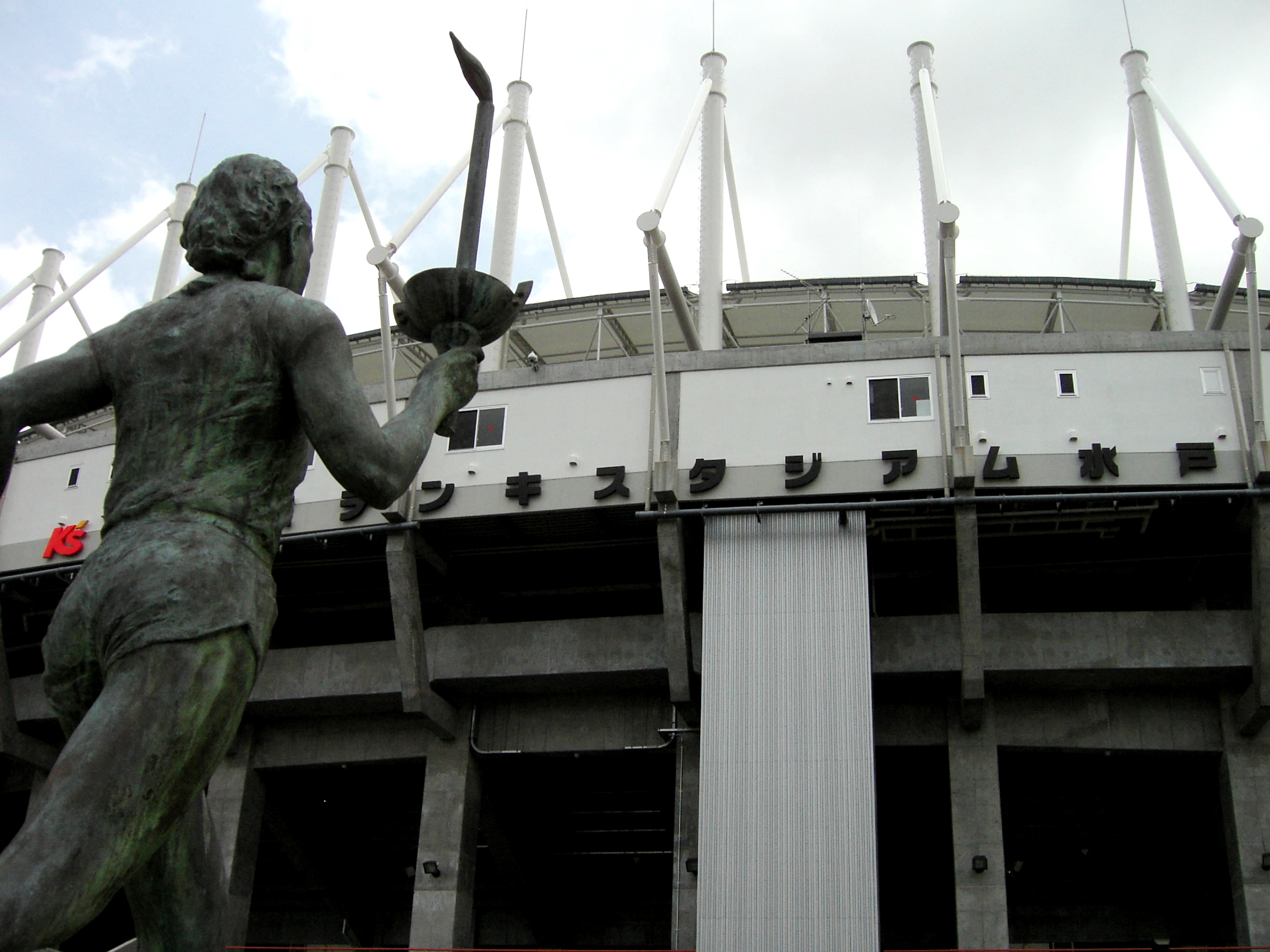
競技場のファサード。2010年5月撮影。

2009年8月21日、水戸市に本社を置き、水戸ホーリーホックのメインスポンサーでもあるケーズホールディングスが命名権を取得し「ケーズデンキスタジアム水戸」の通称を使用している。略称は「Ksスタ」。契約は2015年3月31日まで。
なお、命名権採用後は、基本的に上記の名称を使うことになっているが、クリーンスタジアム規定が適用される国際サッカー連盟及びアジアサッカー連盟主催の国際試合・大会（AFCチャンピオンズリーグなど）では、例外として正式名称を使用する。

## 主な出来事
- 竣工記念イベントとして行われた2009年11月8日の水戸ホーリーホック対ベガルタ仙台、及び12月5日の水戸ホーリーホック対湘南ベルマーレはいずれも水戸が敗れ、勝利した仙台と湘南が当競技場でJ1昇格を決めている。
- 上記の仙台戦で販売されたパエリアが元で仙台サポーターを中心に食中毒を起こす事件が起きた。原因究明のため直後の試合から全ての飲食売店が出店停止となったが、ほどなく該当売店の出店禁止処分とともに他の売店の出店が再開された。
- 2010年7月25日の水戸ホーリーホック対大分トリニータの試合では、前半36分に雷雲が近づいてきたため中断。約3400人の観客はバックスタンド下やメインスタンドコンコースに避難したが、その後1時間以上も絶え間ない豪雨と落雷にさらされ続け、ついには雷が直撃し停電したため続行不可能となり中止が決定。なおこの試合ではNHKによる「欽ちゃんのワースト脱出大作戦」（水戸のリーグ最低観客動員からの脱却が題材であった）の収録が行われていたが、結果的に番組構成上にも影響をきたすことになった。さらにJR常磐線が深夜に渡り水戸以南の区間が運行中止になったことも重なり、東京や茨城県南方面からのサポーターが帰宅できない事態にもなった。本試合は協議の結果、記録抹消のうえ9月1日に本競技場にて再試合となった（2－1で水戸が勝利）。
- 2011年3月11日の東日本大震災により被災し、メインスタンドの屋根が曲がる、スタンドなどのひび割れ、照明塔の破損、大型スクリーン・芝生席付近の陥没などの損傷が確認された[20]。Jリーグ、クラブも今災害の被害状況から当面開催を自粛しており、当競技場でのJリーグ再開目処は未定となっていたが、検討の末メインスタンドは修理・耐震補強工事のため客席を全面閉鎖、ゴール裏とバックスタンドのみ使用するという形を取った[21]。なお放送席・記者席は4月-5月初めは通常通り使用されていたが、その後工事の本格化に伴いこちらも一時閉鎖された。ただし、FC東京と対戦する6月25日の試合に限り、メインスタンドは工事用の足場が組まれていない両端のコーナー部分に限り開放（中央部分は足場があるため立ち入り禁止）した。同年10月に修理が完了し、10月16日の試合（水戸対東京V戦）からメインスタンドの使用が再開された。ただし復旧後最初の2試合は工事資材の撤去作業の都合上「プレオープン」とし、その後10月30日（水戸対草津戦）にて正式にスタジアムの完全復旧となった[22]。

## 主なイベント
- 水戸国際陸上競技大会（改修前）
- 水戸招待陸上
- 水戸陸上競技選手権大会
- 茨城町小学生陸上記録会
- 水戸ホーリーホック主催試合
- ジャパンラグビートップリーグ
- 日・韓・中ジュニア交流競技会（2017年）

## アクセス
公共交通機関
- JR東日本（常磐線・水郡線）・鹿島臨海鉄道大洗鹿島線 水戸駅から9.2km
  - 関東鉄道バス「市立競技場」行き（土・休日のみ1日1本運行）で終点下車すぐ、または「植物公園」行き（平日のみ1日3本運行）で終点下車、徒歩15分（1.4km）。
  - 茨城交通バス「ケーズデンキスタジアム」行き（水戸ホーリーホック主催試合日のみ運行）で終点下車すぐ。

- 常磐線赤塚駅から茨城交通バス「ケーズデンキスタジアム」行き（水戸ホーリーホック主催試合日のみ運行）で終点下車すぐ。

車利用
- 常磐自動車道 水戸ICから6.7Km。
  - 競技場併設の駐車場は4箇所あり合計約1200台が無料で駐車できる。ただし水戸ホーリーホックの試合開催時は激しく渋滞する。

### 注記
1. ↑  ひたちなかも収容1万5000人とされているが、メインスタンド以外は芝生席なので、本来ならば規定外である。
2. ↑  J2以上のカテゴリーに属すクラブでJ1基準を満たしていないのは水戸のほかに、FC町田ゼルビアの本拠地である町田市立陸上競技場がある。
3. ↑  新スタジアムを建設して本拠地申請する場合、最初に上位リーグに昇格してから3年以内に具体的な建設予定地などの案を示し、5年以内に完成することを条件とする。ただし5年以内に着工していれば、「例外規定1」（既存施設のスタジアムを、上位ライセンスを最初に発給して3年以内に上位ライセンス基準への充足改修・改築ができること）との併用による猶予期間の延長が認められる場合がある。
4. ↑  J2で2位以内の自動昇格、または3－6位とJ1の16位を対象とするJ1参入プレーオフに優勝する。但し2020年は新型コロナウィルス感染拡大のため参入プレーオフは非開催